# Чилийский эскудо
Чилийский эскудо (исп. Escudo chileno) — денежная единица Чили в 1960—1975 годах.

## История
Эскудо введён 1 января 1960 года вместо чилийского песо, заменив его в соотношении 1000:1.
С января 1960 года по январь 1962 года был установлен официальный курс: 1,053 эскудо за 1 доллар США. С 15 января 1962 года наряду с твёрдым официальным курсом стал использоваться курс свободного рынка, в сентябре 1962 года он составлял 1,89 эскудо за доллар. С 1 октября 1962 года твёрдый официальный курс был отменён, валютные операции осуществлялись по двум колеблющимся курсам — банковскому и брокерскому. На конец 1965 года они составляли соответственно 3,47 и 4,22 эскудо за доллар, на конец 1970 года — 12,23 и 14,35 эскудо за доллар.
2 августа 1972 года брокерский курс был зафиксирован на уровне 46 эскудо за доллар, одновременно были установлены три дополнительных продажных курса — 28, 36 и 85 эскудо за 1 доллар, применявшиеся при отдельных неторговых операциях на брокерском валютном рынке. К июлю 1973 года в результате частого изменения структуры и уровня курсов на брокерском рынке действовала система трёх курсов: 80, 156 и 420 эскудо за доллар. На банковском валютном рынке с 7 августа 1972 по май 1973 года действовали четыре продажных (20, 25, 40 и 80) и три покупных (20, 25 и 30 эскудо за доллар) курса, затем с 30 мая по 27 июля 1973 действовала система из пяти продажных (20, 25, 65, 120 и 240) и трёх покупных курсов (45, 65 и 100 эскудо за доллар).
В результате объединения банковского и брокерского курсов с 27 июля 1973 года были введены 7 курсов: 20, 25, 45, 65, 120, 240 и 775 эскудо за доллар.
1 октября 1973 года была проведена валютная реформа и вновь стали устанавливаться два курса: по торговым операциям и части неторговых операций — банковский (280 эскудо за доллар), по остальным неторговым операциям — брокерский (850 эскудо за доллар). Оба курса постепенно снижались и к концу 1974 года составляли соответственно 1870 и 2000 эскудо за доллар. С 25 августа 1975 года курсы банковского и брокерского рынков совпадали, к концу сентября того же года они составляли около 6500 эскудо за доллар.
29 сентября 1975 года вместо эскудо вновь введено чилийское песо, обмен производился в соотношении 1000:1. На момент обмена официальный курс составил 8,25 песо за 1 доллар США.

## Монеты и банкноты
Чеканились монеты в 1⁄2, 1, 2, 5, 10, 20, 50 сентесимо, 1, 2, 5, 10, 50, 100 эскудо.
| Номинал      | Годы чекана | Материал              | Гурт     | Вес (г) | Диаметр (мм) | Толщина (мм) |
| ------------ | ----------- | --------------------- | -------- | ------- | ------------ | ------------ |
| ½ сентесимо  | 1962-1963   | Алюминий              | Рубчатый | 2       | 25           | 1,93         |
| 1 сентесимо  | 1960-1963   | Алюминий              | Гладкий  | 3       | 29           | 2            |
| 2 сентесимо  | 1960-1970   | Алюминиевая бронза    | Гладкий  | 3       | 20           | 1,56         |
| 5 сентесимо  | 1960-1970   | Алюминиевая бронза    | Рубчатый | 4,12    | 23,3         | 1,56         |
| 10 сентесимо | 1971        | Алюминиевая бронза    | Гладкий  | 2,5     | 18,1         | 1,4          |
| 20 сентесимо | 1971-1972   | Алюминиевая бронза    | Гладкий  | 3,05    | 19,97        | 1,4          |
| 50 сентесимо | 1971        | Алюминиевая бронза    | Гладкий  | 4,15    | 21,9         | 1,2          |
| 1 эскудо     | 1971-1972   | Медно-никелевый сплав | Рубчатый | 2,74    | 18,9         | 1,1          |
| 2 эскудо     | 1971        | Медно-никелевый сплав | Рубчатый | 3,5     | 21           | н/д          |
| 5 эскудо     | 1971-1972   | Медно-никелевый сплав | Рубчатый | 4,53    | 23,03        | 1,6          |
| 5 эскудо     | 1972        | Алюминий              | Гладкий  | 1,5     | 22,8         | 1,8          |
| 10 эскудо    | 1974        | Алюминий              | Гладкий  | 2       | 24,93        | 2,03         |
| 50 эскудо    | 1974-1975   | Никелевая латунь      | Гладкий  | 4       | 21,48        | 1,5          |
| 100 эскудо   | 1974-1975   | Никелевая латунь      | Гладкий  | 5,01    | 23,5         | 1,87         |

Банкноты первого выпуска представляли собой модифицированные банкноты в песо, на которых был дополнительно обозначен номинал в сентесимо или эскудо: 1⁄2 сентесимо — 5 песо, 1 сентесимо — 10 песо, 5 сентесимо — 50 песо, 10 сентесимо — 100 песо, 50 сентесимо — 500 песо, 1 эскудо — 1000 песо, 5 эскудо — 5000 песо, 10 эскудо — 10 000 песо, 50 эскудо — 50 000 песо.
В 1962 году начат выпуск банкнот нового образца, выпускались банкноты в 1⁄2, 1, 5, 10, 50, 100, 500, 1000, 5000, 10 000 эскудо.